# Марко Трифковић
Марко Н. Трифковић (Београд, 6. септембар 1864 — Београд, 26. јул 1928) био је српски политичар и адвокат.

## Биографија
Студирао је право у Београду, а затим је наставио студије у Берлину и Цириху. Након дипломирања започео је праксу на суду у Шапцу, Ваљеву и Крушевцу, а затим је радио као адвокат у Београду. Из адвокатуре је прешао у Министарство народне привреде, где је радио као инспектор.
Био је члан Народне радикалне странке. Први пут је изабран за народног посланика 1906. Био је министар у владама Николе Пашића и Милована Миловановића. После Миловановићеве смрти од 1. јула до 12. септембра 1912. обављао је дужност премијера Владе Србије и у исто време министра иностраних послова. У току Првог светског рата за време боравка српске владе на Крфу, са групом од 14 посланика издвојио је из заједничког клуба и образовао Независан клуб посланика Радикалне странке, који је заузимао опозициони став према политици Николе Пашића и Стојана Протића. У последњој влади Краљевине Србије (3. новембар — 12. децембар 1918. држао ресор унутрашњих послова у кабинету Николе Пашића.
У новој држави је био министар у владама Николе Пашића, Стојана Протића и Миленка Веснића. Године 1920. биран је за председника Народне скупштине ванредног и редовног сазива. У марту 1925. изабран је за председника скупштине изабране претходног месеца.
Као први потпредседник Градског одбора Радикалне странке, био је страначки врло активан у политичком животу предратне Југославије.